# Panzergruppe Afrika
Le Panzergruppe Afrika est une unité de la taille d'une armée allemande qui a servi dans la Wehrmacht pendant la Seconde Guerre mondiale.
Le Panzergruppe Afrika est formé le 1er septembre 1941. Il contrôle toutes les unités terrestres allemandes en Afrique du Nord, ainsi que la plupart des unités italiennes présentes en Afrique du Nord, bien que certaines unités ont été hors de son commandement. Il a préparé l'opération avortée de prendre Tobrouk en novembre 1941 et a combattu l'offensive anglaise de l'opération Crusader qui a soulagé le siège de Tobrouk, en novembre-décembre 1941.

Après la retraite nécessitée par cette défaite, en janvier 1942, il a mené une offensive réussie contre les forces du Commonwealth, reprenant la Cyrénaïque jusqu'à la ligne de Gazala. Il est renommé Panzerarmee Afrika le 30 janvier 1942, alors que cette offensive était encore en cours.

## Organisation

### Commandant
| Début              | fin             | Grade         | Commandant   |
| ------------------ | --------------- | ------------- | ------------ |
| 1er septembre 1941 | 30 janvier 1942 | Generaloberst | Erwin Rommel |

### Chef d'état-major
| Début              | fin             | Grade        | Commandant   |
| ------------------ | --------------- | ------------ | ------------ |
| 1er septembre 1941 | 30 janvier 1942 | Generalmajor | Alfred Gause |

## Zones d'opérations
- Afrique du Nord: Août 1941 - Janvier 1942

## Ordres de bataille
Formations et unités allemandes sous son commandement:
- Deutsches Afrikakorps
  - 15. Panzerdivision (1er septembre 1941 - 30 janvier 1942)
  - 21. Panzerdivision (1er septembre 1941 - 30 janvier 1942)
  - Division z.b.V. Afrika (1er septembre 1941 - 27 novembre 1941) renommé en:
    - 90. leichte Afrika-Division (27 novembre 1941 - 30 janvier 1942)

Formations italiennes sous son commandement:
- X. italienisches Armeekorps (1er septembre 1941 - 30 janvier 1942)
- XX. italienisches Armeekorps (1er septembre 1941 - 30 janvier 1942)
- 55e division d'infanterie Savona (Octobre 1941 - 17 janvier 1942)